# 8 april
8 april är den 98:e dagen på året i den gregorianska kalendern (99:e under skottår). Det återstår 267 dagar av året.

## Återkommande bemärkelsedagar

### Helgdagar
- Påskdagen firas i västerländsk kristendom för att högtidlighålla Jesu återuppståndelse efter korsfästelsen, åren 1849, 1855, 1860, 1917, 1928, 2007, 2012, 2091.

### Nationaldagar
- Internationella Romadagen (tema och nationaldag) firas till minne av den första romska kongressen.

## Namnsdagar

### I den svenska almanackan
- Nuvarande – Nadja och Tanja
- Föregående i bokstavsordning
  - Heimer – Namnet infördes på dagens datum 1986, men utgick 1993.
  - Helmut – Namnet infördes på dagens datum 1986, men utgick 1993.
  - Hemming – Namnet fanns fram till 1797 på 22 maj, då det utgick till förmån för Henning. 1901 återinfördes det på dagens datum och fanns här fram till 1993, då det flyttades tillbaka till 22 maj, där det har funnits sedan dess.
  - Nadja – Namnet infördes 1993 på 15 november, men flyttades 2001 till dagens datum.
  - Perpetuus – Namnet fanns, till minne av en biskop i den franska staden Tours på 400-talet, på dagens datum före 1901, då det utgick.
  - Ronja – Namnet infördes på dagens datum 1993, men utgick 2001. 2018 återinfördes det, men på den 14 september.
  - Tanja – Namnet infördes 1986 på 3 augusti, men flyttades 2001 till dagens datum.
  - Vanja – Namnet infördes 1986 på 22 januari. 1993 flyttades det till dagens datum och 2001 till 24 maj.
- Föregående i kronologisk ordning
  - Före 1901 – Perpetuus
  - 1901–1985 – Hemming
  - 1986–1992 – Hemming, Heimer och Helmut
  - 1993–2000 – Vanja och Ronja
  - Från 2001 – Nadja och Tanja
- Källor
  - Brylla, Eva (red.): Namnlängdsboken, Norstedts ordbok, Stockholm, 2000. ISBN 91-7227-204-X
  - af Klintberg, Bengt: Namnen i almanackan, Norstedts ordbok, Stockholm, 2001. ISBN 91-7227-292-9

### Finlandssvenska almanackan
- Nuvarande från 1929[1] – Rea
- I föregående revideringar[a][2]
  - inga ändringar sedan 1929

## Händelser
- 217 – Den romerske kejsaren Caracalla blir mördad av praetoriangardesofficeren Julius Martialis. Enligt vissa källor utför denne dådet, för att hans bror har blivit oskyldigt avrättad några dagar tidigare och att han har sett sitt eget namn på en av kejsarens dödslistor, medan andra hävdar, att han är missnöjd över att inte ha blivit befordrad till centurion. Efter dådet flyr han till häst, men blir genast nerskjuten och i sin tur dödad av en bågskytt ur gardet. Caracalla efterträds tre dagar senare av praetorianprefekten Macrinus, som enligt historikern Herodianus troligen är den som har beordrat mordet.
- 1271 – Mamluksultanen Baibars styrkor intar Johanniterordens korsfararfäste Krak des Chevaliers i nuvarande sydvästra Syrien, efter att ha belägrat borgen i 36 dagar. Mamlukerna har tidigare lyckats få in ett meddelande från ordens stormästare i borgen, vilket ger besättningen tillåtelse att kapitulera (senare visar det sig dock vara en förfalskning). I och med detta tar mamlukerna över initiativet i Heliga landet och även om de kristna korsfararna finns kvar i området i ytterligare 20 år innebär detta slutet för de kristna korstågen, som har pågått till och från sedan slutet av 1000-talet.
- 1378 – Sedan Gregorius XI har avlidit den 27 mars väljs Bartolomeo Prignano till påve och tar namnet Urban VI. Därmed inleds den stora schismen, som kommer att vara fram till 1417 och under vilken kampen om påveämbetet tidvis leder till att det samtidigt finns tre påvar – i Avignon, Rom och Pisa.
- 1455 – Sedan Nicolaus V har avlidit den 24 mars väljs Alfonso de Borja till påve och tar namnet Calixtus III.
- 1838 – Den brittiske ingenjören och industrimagnaten Isambard Kingdom Brunels hjulångare SS Great Western lämnar brittiska Bristol och anträder sin jungfruresa till New York. Då en brand har utbrutit i maskinrummet en dryg vecka tidigare har över 50 passagerare avbokat sina biljetter, så under överfarten, som tar femton dagar (hon anländer till USA den 23 april) finns endast sju passagerare ombord. I och med detta invigs den första transatlantiska ångfartygsrutten, då Great Western blir det första ångfartyg, som insätts i reguljär trafik över Atlanten.
- 1904 – Frankrike och Storbritannien undertecknar försvarsalliansavtalet ”det hjärtliga samförståndet” (franska: ”Entente cordiale”), genom vilket de båda länderna bildar en försvarsallians mot Tyskland och löser diverse tvister angående sina kolonier i Afrika. Det är framförallt Frankrike som har intresse av att skaffa bundsförvanter mot Tyskland, då spänningen mellan dessa båda länder sedan fransk-tyska kriget (1870–1871) ökar alltmer. Dock finns även intresse från Storbritanniens sida, då britterna vill hindra tyskarna att bygga upp en stor flotta, som kan hota den brittiska. Sedan tidigare har Frankrike ingått ett alliansavtal med Ryssland och när även Storbritannien går i allians med Ryssland 1907 bildas den så kallade trippelententen, som kommer att utgöra grunden i den ena sidan under första världskriget, som utbryter 1914.
- 1971 – Historiens första romska kongress hålls i London.
- 1993 – Den sydligaste delrepubliken i forna Jugoslavien, Makedonien, får internationellt erkännande, då landets självständighet erkänns av Förenta nationerna[3] och blir medlem av organisationen. På grund av en namnkonflikt med Grekland, där det finns ett landskap med samma namn, upptas landet med det formella namnet Före detta jugoslavrepuliken Makedonien, som ibland kallas FYROM (efter förkortningen av den engelska beteckningen Former Yugoslav Republic of Macedonia).
- 1994 – Grungebandet Nirvanas 27-årige sångare Kurt Cobain hittas död i sitt hus i Seattle och obduktionen visar, att han avled tre dagar tidigare. Han har avlidit av skottskador från det gevär, som återfinns bredvid honom och det anses allmänt, att han har begått självmord, även om vissa konspirationsteorier gör gällande, att han blev mördad.

## Födda
- 1605 – Filip IV, kung av Spanien från 1621 och av Portugal 1621–1640
- 1692 – Giuseppe Tartini, italiensk kompositör
- 1818 – Kristian IX, kung av Danmark 1863–1906
- 1864 – Oskar Textorius, svensk skådespelare, sångare och teaterdirektör
- 1875 – Albert I, kung av Belgien 1909–1934
- 1892
  - Rose McConnell Long, amerikansk demokratisk politiker, senator för Louisiana 1936–1937
  - Richard Neutra, amerikansk arkitekt
  - Mary Pickford, amerikansk skådespelare, manusförfattare och producent
- 1896 – Yip Harburg, amerikansk manusförfattare, sångtextförfattare och kompositör
- 1898 – John Reginald Christie, brittisk seriemördare och nekrofil
- 1901 – Arvid Richter, svensk sångare
- 1904 – Yves Congar, fransk romersk-katolsk präst, dominikan, teolog och kardinal
- 1911 – Melvin Calvin, amerikansk kemist, mottagare av Nobelpriset i kemi 1961
- 1912
  - Walentin Chorell, finlandssvensk författare, dramatiker och manusförfattare
  - Sonja Henie, norsk-amerikansk konståkare och skådespelare
- 1913 – Roland Schütt, svensk författare
- 1914 – María Félix, mexikansk skådespelare
- 1919 – Ian Smith, rhodesisk-zimbabwisk politiker, Rhodesias premiärminister 1964–1979
- 1920 – Charlotte Dittmer, svensk skådespelare
- 1923 – Olof Hellström, svensk målare och skulptör
- 1927 – Lennart Swahn, svensk tv-programledare
- 1928 – Fred Ebb, amerikansk sångtextförfattare
- 1929 – Jacques Brel, belgisk vissångare
- 1930 – Dorothy Tutin, brittisk skådespelare
- 1932 – József Antall, ungersk politiker, Ungerns premiärminister 1990–1993
- 1934 – Kisho Kurokawa, japansk arkitekt
- 1935 – Lasse Petterson, svensk skådespelare
- 1938 – Kofi Annan, ghanansk diplomat, Förenta nationernas generalsekreterare 1997–2006, mottagare av Nobels fredspris 2001
- 1943
  - Bengt Alsterlind, svensk skådespelare och tv-programledare
  - Tony Banks, brittisk labourpolitiker, parlamentsledamot 1983–2005, Storbritanniens sportminister 1997–1999
- 1944 – Thomas Ungewitter, svensk skådespelare
- 1945 – Margherita Cagol, italiensk terrorist, en av grundarna av terroristorganisationen Röda brigaderna
- 1954 – Börje Hansson, svensk producent och manusförfattare
- 1955
  - John Campbell, kanadensisk travkusk
  - Kane Hodder, amerikansk stuntman och skådespelare
  - David Wu, kinesisk-amerikansk demokratisk politiker
- 1957 – Neneh MacDouall-Gaye, gambisk politiker
- 1958 – Rikard Wolff, svensk skådespelare och musiker
- 1960 – Lars-Gunnar Pettersson, svensk ishockeyspelare, kopia av Svenska Dagbladets guldmedalj 1987
- 1961 – Claes Malmberg, svensk skådespelare och ståuppkomiker
- 1962 – Izzy Stradlin, amerikansk hårdrocksgitarrist, bland annat medlem i gruppen Guns N' Roses
- 1963 – Julian Lennon, brittisk musiker, kompositör och skådespelare
- 1965 – Jonas Lundh, svensk konstnär
- 1966 – Robin Wright, amerikansk skådespelare
- 1968 – Patricia Arquette, amerikansk skådespelare
- 1969 – Pertti Hakanen, finländsk politiker
- 1972 – Paul Gray, amerikansk musiker, basist i gruppen Slipknot
- 1973
  - Emma Caulfield, amerikansk skådespelare
  - Patrik Isaksson, svensk simmare från Västerås
- 1977 – Therese Sjögran, svensk fotbollsspelare, VM-silver 2003
- 1979 – Alexi Laiho, finländsk musiker, gitarrist i grupperna Children of Bodom och Sinergy
- 1985 – Heikki Vestman, finländsk politiker
- 1989 – Morgan Korsmoe, svensk musiker, medlem i dansbandsgruppen Larz-Kristerz
- 1990 – Kim Jong-hyun, sydkoreansk musiker, medlem i pojkbandet Shinee
- 2005 – Leah Isadora, norsk prinsessa

## Avlidna
- 217 – Caracalla, 29, romersk kejsare sedan 198 (mördad)
- 632 – Charibert II, 22 eller 26, frankisk kung av Akvitanien sedan 629 (mördad)
- 1364 – Johan II, 44, kung av Frankrike sedan 1350
- 1461 – Georg Peurbach, 37, österrikisk astronom och matematiker
- 1586 – Martin Chemnitz, 63, tysk luthersk teolog
- 1735 – Frans II Rákóczy, 59, ungersk folkledare, furste av Transsylvanien 1704–1711
- 1814 – Carl Wilhelm Carlberg, 68, svensk arkitekt, Göteborgs förste stadsarkitekt
- 1848 – Gaetano Donizetti, 50, italiensk tonsättare
- 1861 – Elisha Otis, 49, amerikansk uppfinnare, mest känd för att ha uppfunnit den moderna säkerhetsbromsen till hissar
- 1894 – Bankim Chandra Chatterjee, 55, indisk författare som skrev en av de första romanerna på språket bengali
- 1896 – Anaïs Fargueil, 77, fransk skådespelare
- 1902 – John Wodehouse, 76, brittisk politiker, earl av Kimberley
- 1925 – Thecla Åhlander, 69, svensk skådespelare
- 1931 – Erik Axel Karlfeldt, 66, svensk poet och författare, ledamot av Svenska Akademien sedan 1904, dess ständige sekreterare sedan 1913, postum mottagare av Nobelpriset i litteratur 1931
- 1935 – Patrick Joseph Sullivan, 70, irländsk-amerikansk politiker, senator för Wyoming 1929–1930
- 1936 – Robert Bárány, 59, ungersk-svensk läkare, mottagare av Nobelpriset i fysiologi eller medicin 1914
- 1950 – Wacław Niżyński, 61, polsk-rysk dansare och koreograf
- 1951 – Tyra Dörum, 72, svensk skådespelare
- 1957 – Sten Selander, 65, svensk poet, essäist och botaniker, ledamot av Svenska Akademien sedan 1953
- 1965
  - Lars Hanson, 78, svensk skådespelare
  - Erik Blomberg, 70, svensk författare, översättare och konsthistoriker
- 1973 – Pablo Picasso, 91, spansk konstnär, grafiker, skulptör och poet
- 1976 – Siegfried ”Sigge” Fischer, 81, svensk skådespelare, teaterledare, manusförfattare och författare
- 1981 – Omar Bradley, 88, amerikansk militär
- 1983 – Sigurd Björling, 75, svensk operasångare (baryton)
- 1984 – Pjotr Kapitsa, 89, sovjetisk fysiker, mottagare av Nobelpriset i fysik 1978
- 1986 – Margret Nilsson, 82, svensk politiker (bondeförbundare)
- 1990 – Bellan Roos, 88, svensk skådespelare
- 1991 – Per Yngve Ohlin, 22, svensk musiker, sångare i gruppen Mayhem med artistnamnet Dead
- 1992 – Daniel Bovet, 85, italiensk farmakolog, mottagare av Nobelpriset i fysiologi eller medicin 1957
- 2000 – Claire Trevor, 90, amerikansk skådespelare
- 2001 – Marguerite Viby, 91, dansk skådespelare
- 2002 – María Félix, 88, mexikansk skådespelare
- 2006 – Sven Axbom, 79, svensk fotbollsspelare, var med i det landslag som vann silver i fotbolls-VM 1958
- 2007 – Sol LeWitt, 78, amerikansk konstnär
- 2012 – Jack Tramiel, 83, amerikansk dataentreprenör och förintelseöverlevare
- 2013
  - Margaret Thatcher, 87, brittisk konservativ politiker, Storbritanniens premiärminister 1979–1990
  - Richard Brooker, 58, brittisk-amerikansk stuntman och skådespelare
- 2014
  - Emmanuel III Delly, 86, irakisk patriark och högste företrädare för den kaldeisk-katolska kyrkan 2003–2012
  - Ghiță Licu, 68, rumänsk handbollsspelare
  - James Brian Hellwig, 54, amerikansk fribrottare med artistnamnet The Ultimate Warrior
- 2015
  - Lars Tunbjörk, 59, svensk fotograf
  - Nan Inger Östman, 92, svensk författare
- 2019 – Göte Lovén, 96, svensk kompositör, gitarrist och sångare
- 2020 – Per Clemensson, 84, svensk författare
- 2023 – Rebecka Teper, 50, svensk skådespelerska
- 2024
  - Peter Higgs, 94, brittisk fysiker, mottagare av Nobelpriset i fysik 2013
  - Cia Löwgren, 74, svensk skådespelare
- 2025 – Carl-Göran Ekerwald, 101, författare och översättare